# Henry Wright
Henry Wright (Newark, 22 maggio 1933) è un cantante e attore statunitense, che ha raggiunto la popolarità in Italia ed è ricordato per la sua versione di Abat-jour del 1962, utilizzata l'anno successivo da Vittorio De Sica per accompagnare il celebre strip-tease di Sophia Loren davanti a Marcello Mastroianni in Ieri, oggi, domani.

## Biografia
Si trasferisce a New York nel 1950, per frequentare la facoltà di medicina; per mantenersi agli studi, di giorno lavora come fattorino e di notte canta in alcuni locali.
Viene notato da Lionel Hampton, e diventa cantante nella sua orchestra; nel 1954 effettua un tour in Europa, e giunto in Francia decide di lasciare l'orchestra di Hampton e di stabilirsi a Parigi, dove si ferma per due anni effettuando alcune incisioni e partecipando a varie trasmissioni televisive.
Nel 1956 si stabilisce in Italia; si esibisce nei night con un suo complesso con, tra gli altri, Oscar Valdambrini alla tromba e Gianni Basso al sax; tra i tanti locali in cui suona, vi sono la "Taverna Messicana" di Milano e la "Bussola" di Viareggio.
Ottenuto un contratto discografico con la Carisch nel 1959, partecipa al "Festival di Milano" ed alla "Sei giorni della canzone".

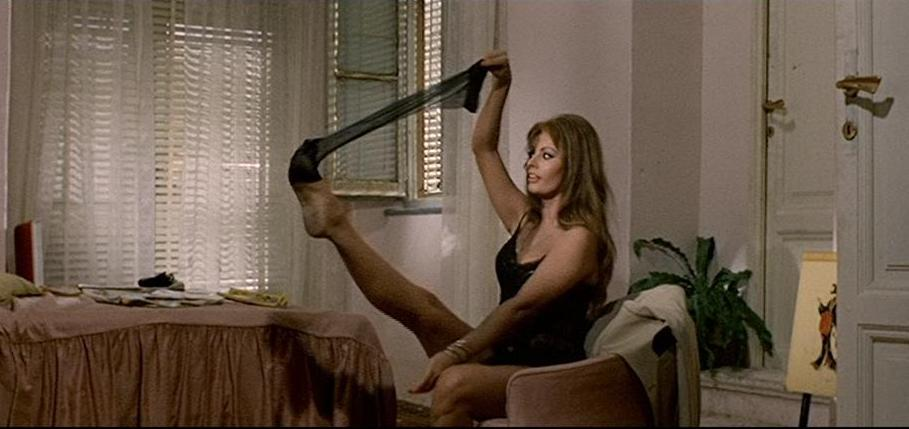
Sophia Loren nella celebre scena dello strip-tease sulle note di Abat-jour di Henry Wright, in Ieri, oggi, domani di Vittorio De Sica

Passato poi alla Galleria del Corso su invito del titolare Teddy Reno, raggiunge il successo con rifacimenti di vecchi brani come Tu che m'hai preso il cuor, Amapola e Abat Jour che, pur non raggiungendo mai la prima posizione, rimane per ben 28 settimane in hit parade, risultando alla fine dell'anno il nono 45 giri più venduto del 1962.
Cambia poi nuovamente casa discografica e con la Derby partecipa a Un disco per l'estate 1964 con Dammi la tua mano, canzone scritta da Francesco Specchia e Gianfranco Intra.
Nel 1965 recita nel musicarello Questi pazzi, pazzi italiani di Tullio Piacentini.
Successivamente si stacca dalla musica leggera e si riavvicina al genere delle origini, il jazz, registrando tra l'altro un album accompagnato da Romano Mussolini al pianoforte e dall'orchestra di Giulio Libano, Prisoner of amore, in cui rilegge alcuni standard della musica leggera (come "E se domani") con arrangiamenti jazz.
Continua ancora l'attività per qualche anno, per poi ritirarsi.

## Discografia

### Album in studio
- 1962 – Something old something new (Galleria del Corso, SL 1509; ristampa: Derby, DBL 8002)
- 1967 – Prisoner of amore (CBS, 62715; con Romano Mussolini)

Raccolte
- 1976 – Ritratto di...Henry Wright (Record Bazar, CBS, RB 50)

### EP
- 1959 – Solitude/Stormy weather/Caravan/My one sin (Music, EPM 10160)
- 1960 – Incanto nero/Mi vuoi lasciar/Lassame (Let Me Go)/Summertime (Carisch, ECA 66048)
- 1963 – Abat jour/Frasquita/You belong to my hearth/Ti parlerò coi baci/Il mio rendez-vous (Galleria del Corso, EG 802)

### Singoli
- 1959 – My one sin/Solitude (Music, 3127)
- 1959 – Caravan/Stormy weather (Music, 3128)
- 1960 – Mi vuoi lasciare/Summertime (Carisch, VCA 26094)
- 1960 – Lassame/Ti guarderò (Carisch, VCA 26095)
- 1960 – Due sigarette/Incanto nero (Carisch, VCA 26104)
- 1961 – Tu che mi hai preso il cuor/Cos'hai trovato in lui (Galleria del Corso, GC 005)
- 1962 – Paris in the rain/Più mia (Galleria del Corso, GC 032)
- 1962 – Abat-jour/Fever twist (Galleria del Corso, GC 049)
- 1962 – Frasquita/Ti parlerò coi baci (Galleria del Corso, GC 064)
- 1962 – Voglio amarti così/Il ritratto nel fuoco (Galleria del Corso, GC 065)
- 1962 – You belong to my hearth/Pictures in the fire (Galleria del Corso, GC 066)
- 1962 – Senza me nun si 'cchiù tu/Frasquita (Galleria del Corso, GC 073)
- 1962 – Telefonata a Gesù bambino/Buon Natale a te (Galleria del Corso, GC 074)
- 1963 – Sonny boy/Romeo (Galleria del Corso, GC 078)
- 1963 – Primo appuntamento/Sono tre parole (Galleria del Corso, GC 086)
- 1963 – Desire/Spring in december (Galleria del Corso, GC 087)
- 1963 – Il mio rendez-vous/Sticks and Stones (Galleria del Corso, GC 090)
- 1963 – Luna italiana/Amapola (Derby, DB 5050)
- 1963 – Tu che mi hai preso il cuor/Cos'hai trovato in lui (Derby, DB 5052)
- 1963 – Abat-jour/Fever twist (Derby, DB 5053)
- 1963 – Telefonata a Gesù bambino/Buon Natale a te (Derby, DB 5058)
- 1963 – Il cielo nelle vene/Mondo nudo (Derby, DB 5070)
- 1964 – Dammi la tua mano/Fra le mie braccia (Derby, DB 5080)
- 1964 – Il mio chalet/Statte vicino a mme (Derby, DB 5085)
- 1964 – Che strano/Non t'ha detto nessuno (Derby, DB 5092)
- 1965 – Questo mai/Da capo con me (Derby, DB 5120)
- 1965 – Questo mai/Da capo con me (Carosello, CL 20153)
- 1966 – Nature boy/Io non so niente (CBS, 2260)

## Filmografia
- Questi pazzi, pazzi italiani, regia di Tullio Piacentini (1965)

## Televisione
Negli anni 1967 e 1968 ha partecipato alle serie della rubrica pubblicitaria televisiva Carosello pubblicizzando le caramelle Lys della Dufour con altri cantanti ed attori.